# 神田2号墳
神田2号墳（じんでんにごうふん）は、広島県世羅郡世羅町堀越にある古墳。形状は方墳または長方形墳。広島県指定史跡に指定されている（指定名称は「神田第二号古墳」）。

## 概要
広島県中部、芦田川中流域の盆地北側の天神山南麓傾斜地に築造された古墳である。発掘調査は実施されていない。
墳丘盛土の大部分は失われているため、元の墳形は詳らかでないが、方形または長方形と推定される。埋葬施設は両袖式の横穴式石室で、南南西方向に開口する。石室主軸と直交方向の玄室に羨道が平入りで接続し、全体の平面形としてはT字形をなすと推定されるが、石室の東側壁はすべて抜き取られ、現在は奥壁と西側壁のみが遺存する。玄門部に軸式片開きの扉石を持つ点で特色を示し、扉石を持つ古墳は全国でも他に2例のみで、扉石が完存するものでは全国唯一の例になるとして注目される。副葬品は詳らかでない。
築造時期は、古墳時代終末期の7世紀後半頃と推定される。扉石の完存に加えて、石室構造や切石技術から、畿内との密接な関わりを示唆するとして重要視される古墳になる。
古墳域は1986年（昭和61年）に広島県指定史跡に指定されている。現在は扉石・東側壁が復元された状態で公開されている。

## 遺跡歴
- 測量調査（脇坂光彦、1987年に報告）。
- 1986年（昭和61年）11月25日、「神田第二号古墳」として広島県指定史跡に指定。
- 1988年度（昭和63年度）、古墳前面の崖面保護および石室復元整備（世羅町教育委員会）。

## 埋葬施設

石室俯瞰図

石室展開図

埋葬施設としては両袖式横穴式石室が構築されており、南南西方向に開口する。石室主軸と直交方向の玄室に羨道が平入りで接続し、全体の平面形としてはT字形をなすと推定されるが、石室の東側壁はすべて抜き取られており、現在は奥壁と西側壁のみが遺存する。石室の規模は次の通り。
- 石室全長：現存3.4メートル
- 玄室：長さ1.52メートル、幅3メートル（奥壁）

石室の石材には花崗岩の切石が使用され、奥壁・天井石には大型の一枚石を用いる。石室玄門部には閉塞施設として軸式片開きの扉石を設ける。扉石は、かつて付近の水路の橋として使用されたが、現在は世羅町教育委員会で保管されている。一枚石で、後世に半裁されているが、縦1.03メートル・横1.04メートルの正方形で、厚さは10-15センチメートルである。側面端から3センチメートルの上下2箇所には直径11センチメートル・高さ5-8センチメートルの椀形の突起を造り出す。下の軸受け石は、かつて石室前方の傾斜地に転落しており、直径12センチメートル・深さ4センチメートルの軸受け穴が認められる。
石室に扉石を持つ古墳は、他に花山塚古墳（奈良県桜井市）・石宝殿古墳（大阪府寝屋川市）と限られ、特に扉石が残存する唯一の例として注目される。

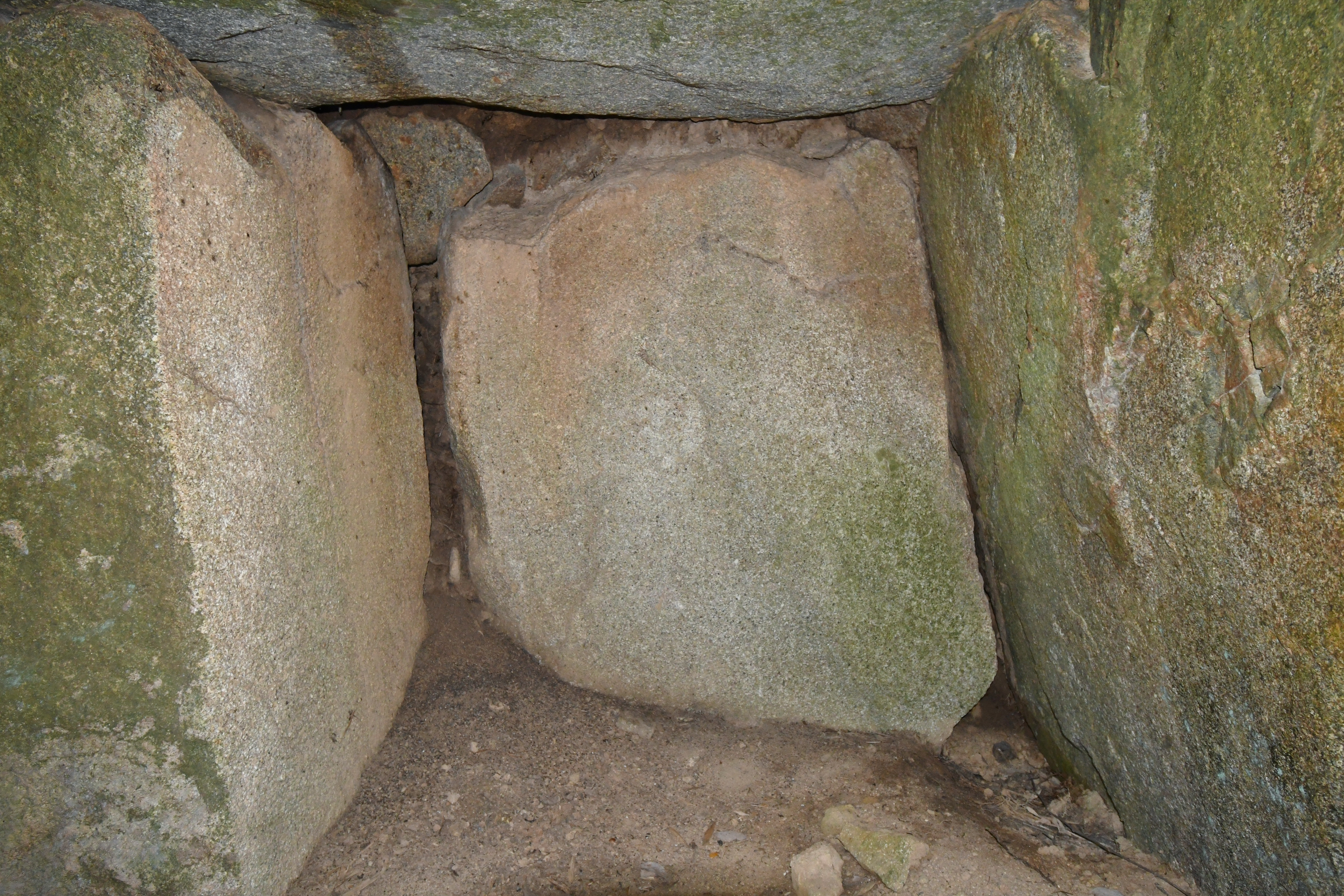
玄室西壁
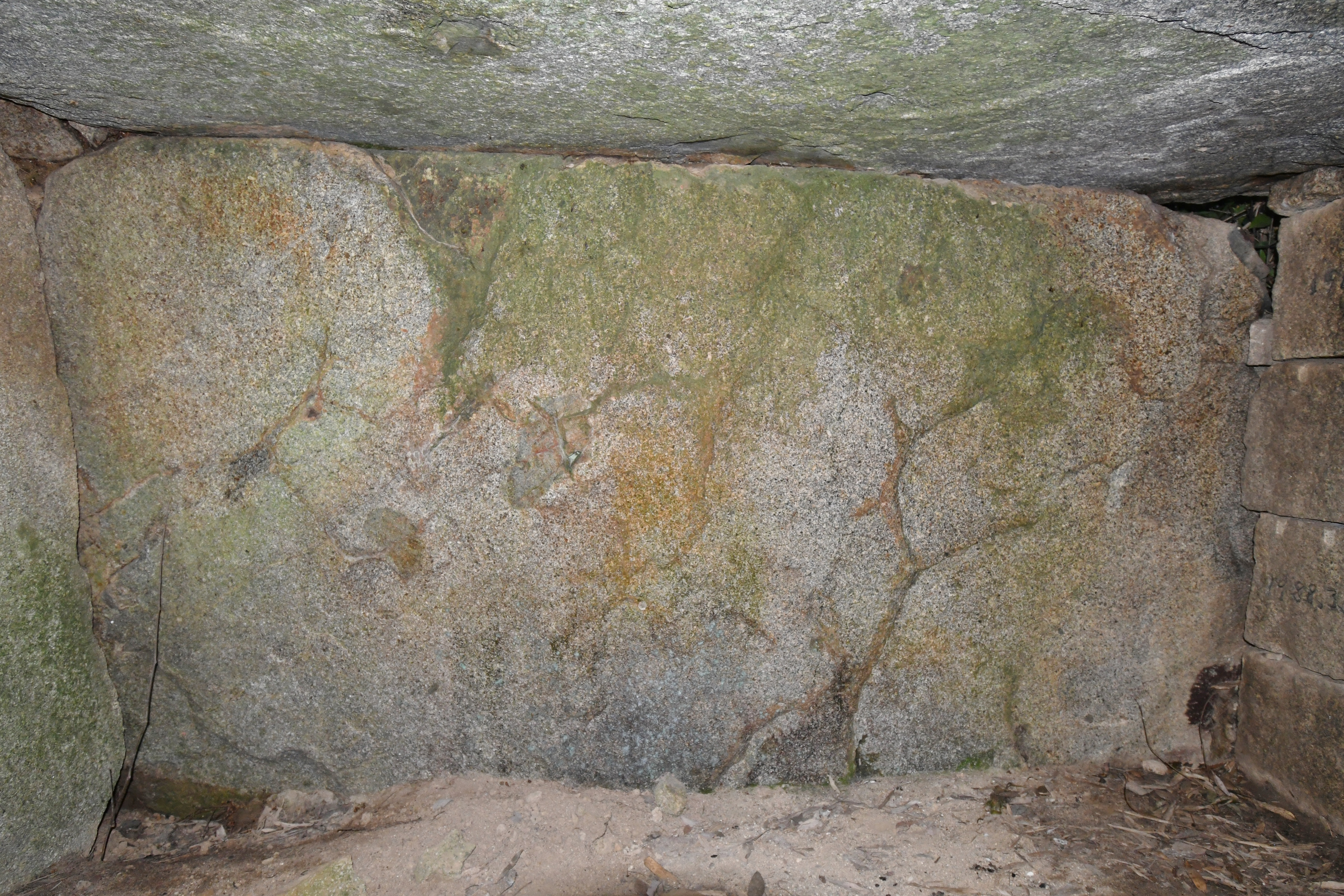
玄室奥壁
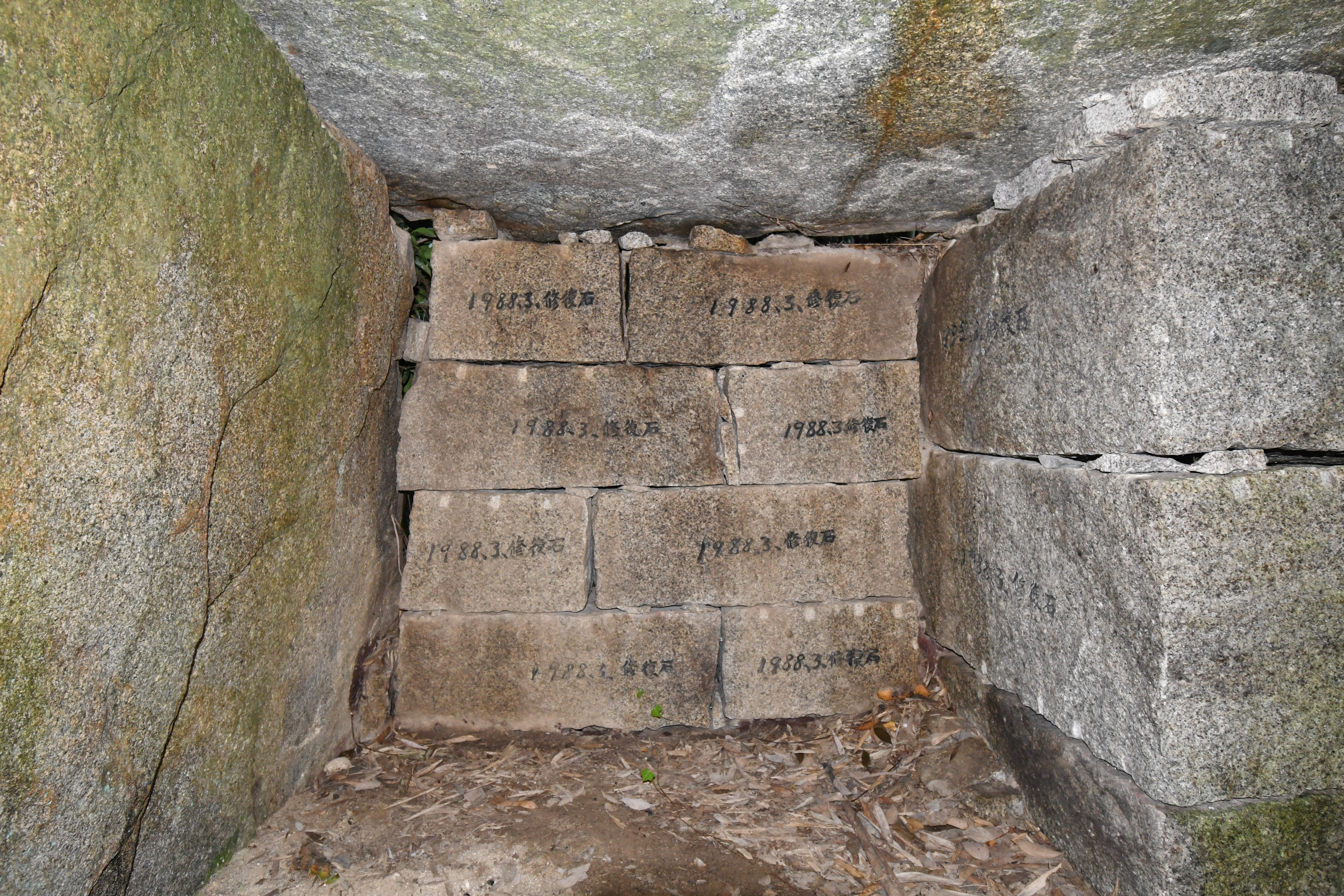
玄室東壁（復元）
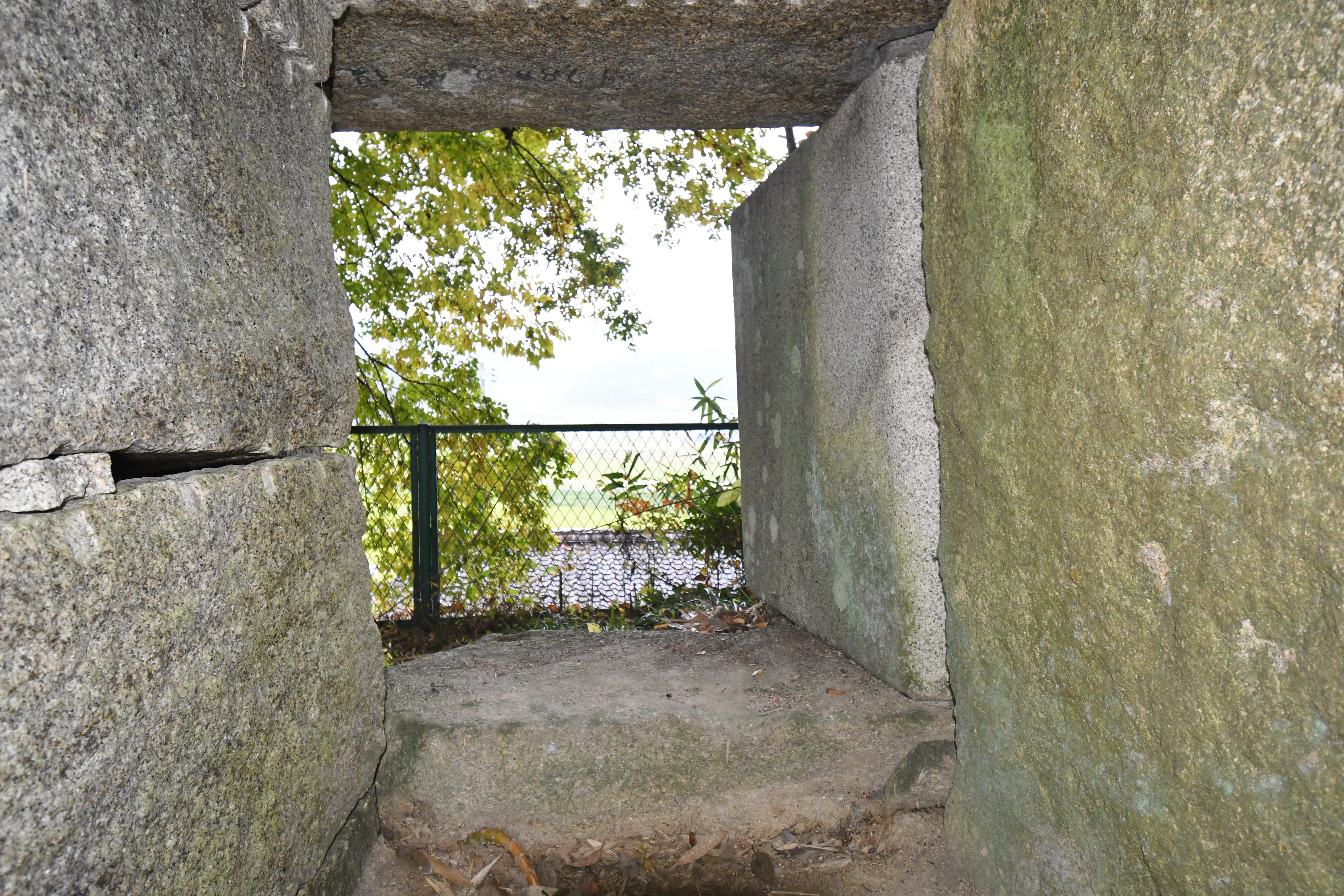
玄室（開口部方向）
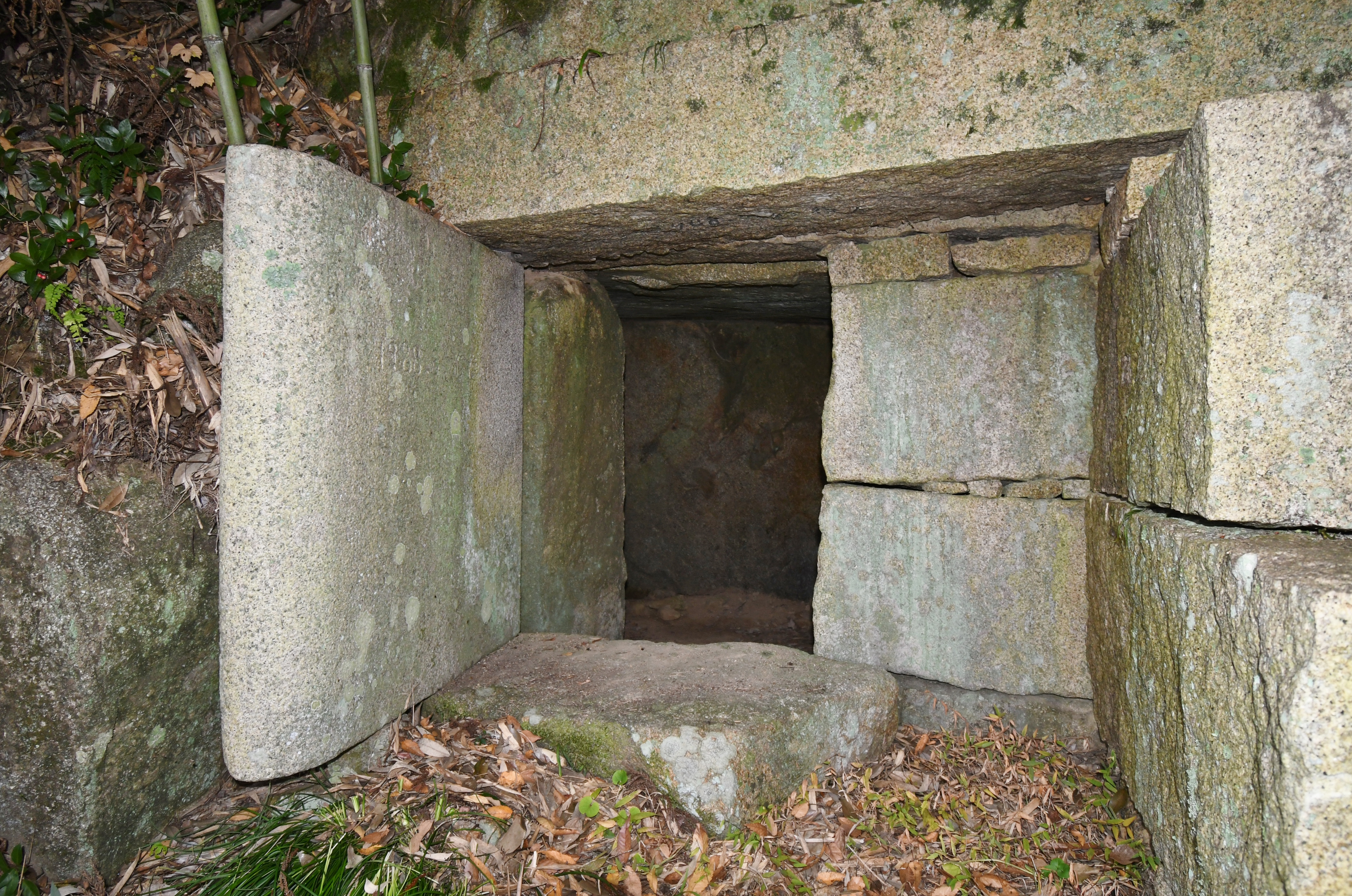
開口部
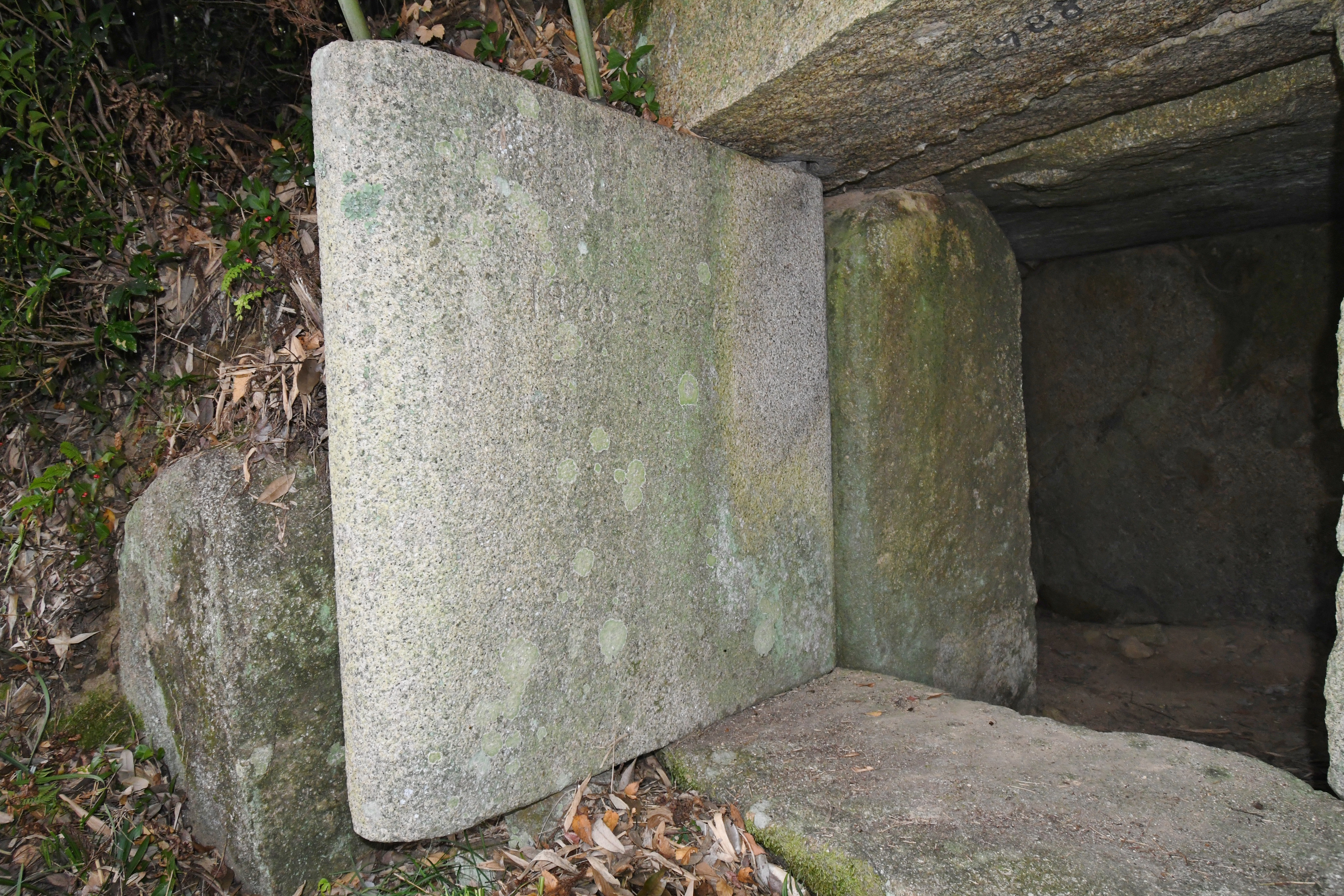
開口部の扉石（復元）
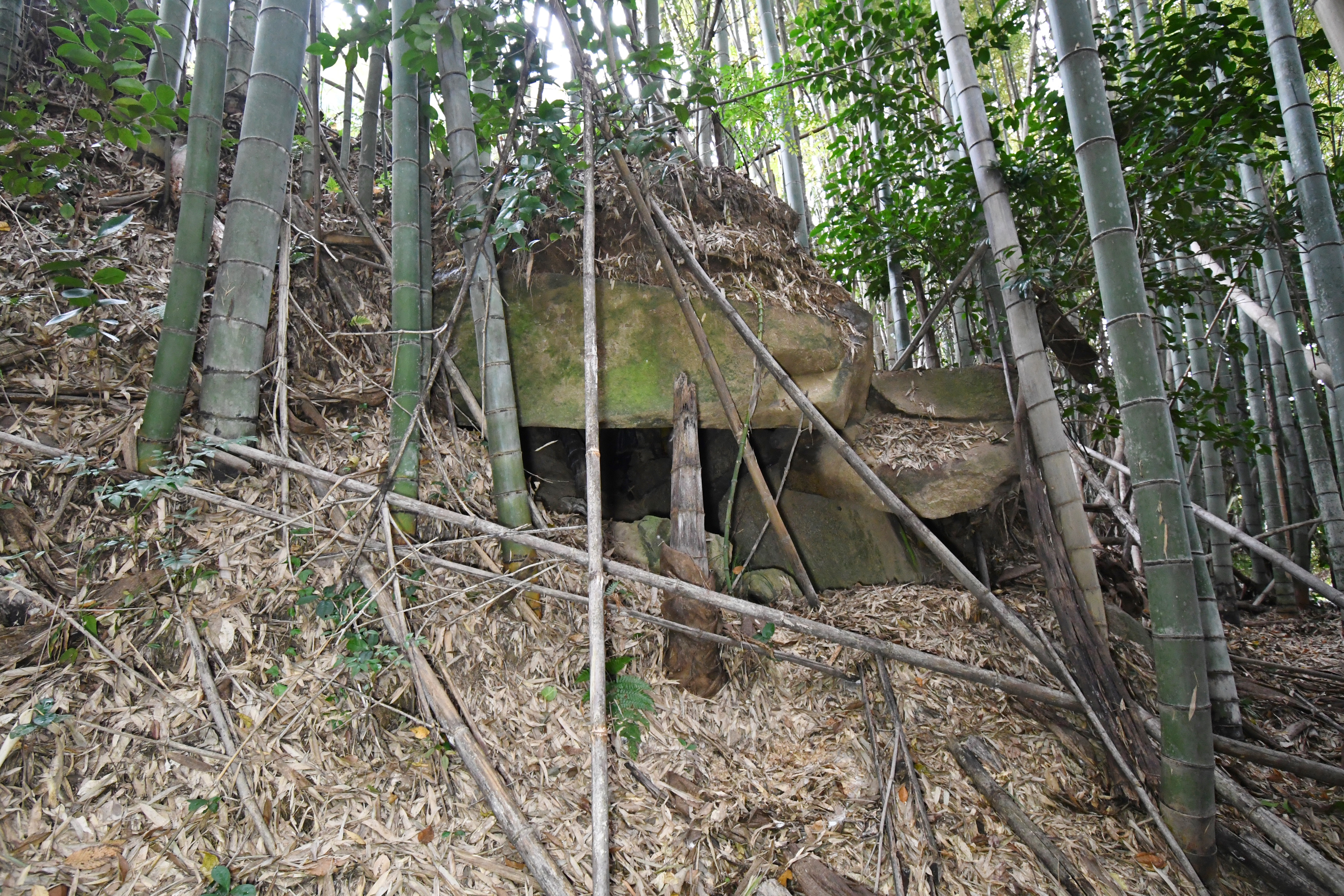
1号墳

## 文化財

### 広島県指定文化財
- 史跡
  - 神田第二号古墳 - 1986年（昭和61年）11月25日指定。

## 関連施設
- 大田庄歴史館（世羅町甲山）

## 関連文献
（記事執筆に使用していない関連文献）
- 脇坂光彦「神田2号古墳の測量調査」『芸備』第18集、芸備友の会、1987年6月30日、17-24頁。
- 脇坂光彦「軸式扉石をもつ終末期古墳の一例」『考古学と地域文化』同志社大学考古学シリーズ刊行会〈同志社大学考古学シリーズIII〉、1987年。